# Louis de Willecot de Rincquesen
Louis de Willecot de Rincquesen (25 août 1814, Boulogne-sur-Mer - 13 août 1873, Rinxent), est un homme politique français.

## Biographie
Fils d'Achille-Louis de Willecot de Rincquesen, propriétaire, et de Mlle d'Alexandre de Rouzat, il était un riche propriétaire, d'opinions monarchistes. Il fut porté, le 8 février 1871, sur la liste des candidats conservateurs à l'Assemblée nationale dans le Pas-de-Calais, et élu représentant de ce département. 
Il siégea à droite, fit partie de la réunion des Réservoirs, vota pour la paix, pour les prières publiques, pour l'abrogation des lois d'exil, pour le pouvoir constituant de l'Assemblée, contre le gouvernement de Thiers, et mourut pendant la législature.
Il est le gendre du comte d'Hauterive.

## Sources
- « Louis de Willecot de Rincquesen », dans Adolphe Robert et Gaston Cougny, Dictionnaire des parlementaires français, Edgar Bourloton, 1889-1891 [détail de l’édition]